# NGC 5602
NGC 5602 est une galaxie lenticulaire située dans la constellation du Bouvier. Sa vitesse par rapport au fond diffus cosmologique est de 2 353 ± 25 km/s, ce qui correspond à une distance de Hubble de 34,7 ± 2,5 Mpc (∼113 millions d'al). NGC 5602 a été découverte par l'astronome germano-britannique William Herschel en 1787.
Trois des quatre sources consultées classent cette galaxie comme une spirale, mais absolument aucun bras spiral n'est visible sur l'image obtenue des données du relevé SDSS. Cependant, la présence de deux anneaux est assez évidente. La classification du professeur Seligman ((R)SAB0(r)a?) décrit mieux la morphologie de cette galaxie.

## Groupe d'IC 1029
Selon A. M. Garcia, NGC 5602 fait partie du groupe d'IC 1029. Ce groupe de galaxies compte au moins 11 membres. Les autres galaxies du groupe sont NGC 5660, NGC 5673, NGC 5676, NGC 5682, NGC 5689, NGC 5693, NGC 5707, IC 1029 et UGC 9426. La onzième galaxie mentionnée par Garcia est NGC 5624, mais son appartenance à ce groupe est incertaine.
Abraham Mahtessian mentionne aussi ce groupe, mais sa liste ne comprend que six galaxies : NGC 5660, NGC 5673, NGC 5676, NGC 5689, NGC 5693 et IC 1029.
D'autre part, le relevé astronomique SAGA destiné à la recherche de galaxies satellites en orbite autour d'une autre galaxie a permis de confirmer la présence de cinq galaxies satellites pour NGC 5602.